# Oligotoma scottiana
Oligotoma scottiana is een insectensoort uit de familie Oligotomidae, die tot de orde webspinners (Embioptera) behoort. De soort komt voor in de Seychellen.
Oligotoma scottiana is voor het eerst wetenschappelijk beschreven door Enderlein in 1910.